# СимОС
SimOS (по-русски: «СимОС») представляла собой симулятор компьютерной архитектуры, разработанный в Стэнфордском университете в конце девяностых годов исследовательской группой Менделя Розенблюма . Он был предназначен для запуска IRIX 5.3 на MIPS и вариантов Unix на Alpha.

## Производные

### SimOS-PPC
SimOS-PPC был основан на SimOS как внутренний проект IBM, запускавший модифицированное ядро AIX и пользовательское пространство в эмуляторе, разработанном Томом Келлером и его командой в лаборатории IBM в Остине. IBM использовала SimOS для облегчения разработки новых систем. ПО, используемое в этом проекте, теперь общедоступно для загрузки лицензиатами AIX 4.3.

### Linux/SimOS
Linux/SimOS это «… порт операционной системы Linux для SimOS, которая представляет собой полноценный машинный симулятор из Стэнфорда. Цель Linux/SimOS состояла в смягчении ограничений SimOS, которая поддерживает только проприетарные операционные системы.»

### SimBCM
SimBCM — это полносистемный симулятор с открытым исходным кодом, основанный на SimOS. Он имитирует BCM1250, двухъядерную SOC MIPS64 от Broadcom . Весь исходный код SimBCM распространяется под лицензией GPL. Он может работать с ядром Linux или микроядром NICTA :: Pistachio L4.

## Похожие продукты

### Simics
Доступный в настоящее время коммерческий продукт компании Virtutech. Simics основан на базе работы Шведского института компьютерных наук и изначально разработан для запуска полного системного моделирования Solaris на платформе SPARC . IBM использовала Simics для упрощения разработки AIX 6.1 на модели оборудования POWER6 .

### RSIM
RSIM является "симулятором Райса для мультипроцессоров ILP ", разработанным в Университете Райса в конце 1990-х годов. Он мог работать на Solaris, IRIX и HP-UX. Симулятор доступен под лицензией NCSA Open Source License университета Иллиноиса. Разработка закончена.

### M5
Разработанный в Мичиганском университете, M5 имитирует аппаратное обеспечение Alpha и SPARC с поддержкой других архитектур.